# Colonia los Ramírez
Colonia los Ramírez är en ort i Mexiko.   Den ligger i kommunen Jala och delstaten Nayarit, i den centrala delen av landet, 600 km väster om huvudstaden Mexico City. Colonia los Ramírez ligger 1 900 meter över havet och antalet invånare är 117.
Terrängen runt Colonia los Ramírez är kuperad åt sydväst, men åt nordost är den bergig. Runt Colonia los Ramírez är det ganska glesbefolkat, med 39 invånare per kvadratkilometer. Närmaste större samhälle är Ixtlán del Río, 8,3 km söder om Colonia los Ramírez. I omgivningarna runt Colonia los Ramírez växer huvudsakligen savannskog.